# Фьючер
Нейве́диус Де́ман Кэш (англ. Nayvadius DeMun Cash), урождённый Уи́лберн (англ. Wilburn; род. 20 ноября 1983, Атланта), более известный под псевдонимом Future (рус. Фью́чер) — американский рэпер из Атланты, штат Джорджия. Выпустив серию умеренно успешных микстейпов в промежуток между 2010 и 2011 годами, Future подписал мейджор-лейбл-контракт с Epic Records и A1 Recordings американского рэпера — коллеги Роко, который помог запустить собственный импринт-лейбл Futuree, Freebandz. Впоследствии Future приступил к работе над своим дебютным альбомом Pluto, а затем выпустил его в апреле 2012-го, получив положительные отзывы. В поддержку альбома вышло 5 синглов — и все из них попали в чарт U.S. Billboard Hot 100. Позже, в ноябре, альбом был переиздан под названием Pluto 3D. Второй его альбом, Honest, вышел в апреле 2014 года. DS2, третий альбом рэпера, был без предупреждения выпущен в июле 2015 года и достиг первой строчки в Billboard 200.
В 2017 году выпустил два студийных альбома: FUTURE и HNDRXX, а также выпустил впоследствии популярный трек «Mask Off», инструментал для которого написал Metro Boomin.

## Жизнь и карьера

### 1983–2010: Ранняя жизнь и начало карьеры
Фьючер родился в Атланте, штат Джорджия. Его псевдоним произошёл от того, что члены музыкального коллектива The Dungeon Family звали его «The Future» (рус. «Будущее»). Его двоюродный брат, продюсер Рико Уэйд из Dungeon Family, предложил ему отточить свои навыки письма и продолжить карьеру в качестве рэпера. Он поступил в Колумбийскую высшую школу. Фьючер восхваляет музыкальное влияние и обучение Уэйда, называя того «вдохновителем», стоящим за его звуком. Вскоре он ушёл под крыло Роко, подписавшего его на свой лейбл A1 Recordings. С тех пор его трудовая этика привела его к успеху. В период с 2010 по ранний 2011 годы Фьючер выпустил серию микстейпов, включающих в себя 1000, Dirty Sprite и True Story. Последний из них включил в себя сингл «Tony Montana», отсылающий к художественному фильму «Лицо со шрамом». На протяжении этого времени Фьючер также работал в партнёрстве с Гуччи Мейном над совместным альбомом Free Bricks и написал сингл YC «Racks».

### 2011–2012: Epic Records иPluto
Фьючер подписал мейджор-лейбл-контракт с Epic Records в сентябре 2011 года, за несколько дней до релиза его следующего микстейпа, Streetz Calling. Микстейп был описан журналом XXL как ранжирующийся от «простого и здраво исполненного хвастовства» до «футуристических джемов с распиванием и употреблением» и «историй о тяжёлой работе». В рецензии Pitchfork отметили, что на микстейпе Фьючер приближается «так близко, как никто иной, к совершенствованию этой нити мелодичного попа, где пение и исполнение рэпа — практически одно целое и стопроцентное использование автотюна не означает, что ты по-прежнему не можешь говорить о том, как раньше ты продавал наркотики. Он почти что мог показаться устарелым, если бы Фьючер не подкопил хитов или если бы он не привнёс несколько новых неуловимых аспектов в микрожанр».
Хотя Фьючер и говорил MTV, что Streetz Calling предполагался последним микстейпом, предшествующим релизу его дебютного студийного альбома, в январе 2012 года был выпущен ещё один микстейп, Astronaut Status. В декабре 2011-го Фьючер оказался на обложке 77-го выпуска журнала The Fader. Перед тем, как его альбом вышел в апреле 2012-го, Трой Мэтьюс из XXL написал, что «Пока Astronaut Status то ли успешен, то ли нет, и который никогда не достигнет вершин, как „Racks“, „Tony Montana“ и „Magic“, которые фанаты и ожидали от Фьючера, очевидно, что он наготове продолжить молву 2011-го шумихой и в 2012-м.» Фьючер был выбран в ежегодный список XXL Freshmen в начале 2012 года.
Его дебютный альбом Pluto, изначально планировавшийся на январь, в конечном счёте был выпущен 17 апреля. Он включил в себя ремиксы песен «Tony Montana» при участии Дрейка, и «Magic» при участии T.I.. Согласно Фьючеру, «„Magic“ была первой записью T.I., на которую он запрыгнул, выйдя из тюрьмы. Типа он вышел из тюрьмы и сразу в тот же день отправился прямиком к записи „Magic“, даже не уведомив меня об этом.» Трек стал первым синглом Фьючера, вошедшим в чарт Billboard Hot 100. Другие коллабораторы на альбоме — Trae tha Truth, R. Kelly и Snoop Dogg. 8 октября 2012 года Pusha T выпустил «Pain» при участии Future, первый сингл с его тогда только готовящегося к выходу дебютного альбома.
Было анонсировано, что Фьючер переиздаст свой дебютный альбом Pluto 27 ноября 2012 года под названием Pluto 3D, в который включили 3 новые песни и 2 ремикшированные — включая как ремикс на «Same Damn Time» при участии Diddy и Ludacris, так и его новейший на тот момент стрит-сингл Neva End (Remix) при участии Келли Роуленд. В 2012 году Фьючер написал, спродюсировал и принял гостевое участие на «Loveeeeeee Song» с седьмого студийного альбома барбадосской певицы Рианны Unapologetic.

### 2013–настоящее:HonestиDS2
15 января 2013 года Фьючер выпустил микстейп-компиляцию F.B.G.: The Movie, в котором приняли гостевое участие артисты, подписанные на лейбл Freebandz: Young Scooter, Slice9, Casino, Mexico Rann и Maceo. Он был сертифицирован платиновым за скачивания в количестве более 250 000 копий на популярном сайте микстейпов DatPiff.
Фьючер говорил о своём втором студийном альбоме Future Hendrix, что он будет более независимым в музыкальном плане, в отличие от его дебютного альбома, и будет включать R&B-музыку наряду с его обычными «стрит-бэнгерами». Альбом должен был выйти в 2013 году. В списке гостевых участий были заявлены Канье Уэст, Рианна, Сиара, Дрейк, Келли Роуленд, Jeremih, Diplo, André 3000, а также многие другие.
Премьера лид-сингла альбома, «Karate Chop» при участии Casino, состоялась 25 января 2013 года, а на урбан-радио песня была отправлена 29 января 2013 года. Трек спродюсировал Metro Boomin. Официальный ремикс, в который был включён Лил Уэйн, отправили на радио и выпустили на iTunes 19 февраля 2013 года. 7 августа 2013 года Фьючер изменил названием своего второго альбома с Future Hendrix на Honest и анонсировал, что его релиз должен состояться 26 ноября 2013 года. Впоследствии выяснилось, что альбом переносится на 22 апреля 2014 года, также было сказано, что у Фьючера запланированы концертные выступления с Дрейком, в туре последнего Would You Like A Tour?
16 июля 2015 Фьючер выпустил свой третий студийный альбом под названием DS2 (Dirty Sprite 2). 20 сентября Фьючер выпустил совместный микстейп с канадским рэпером Дрейком, What a Time to Be Alive. Фьючер также стал автором композиции «Last Breath», написанной им в сотрудничестве с Metro Boomin и Людвигом Йоранссоном для седьмого фильма франшизы «Рокки».

## Артистизм

### Музыкальный стиль
Future использует в своих песнях автотюн. Рэпер T-Pain, также использующий аудиопроцессор, обрушил на Future критику, заявив, что рэпер не знает, как правильно им пользоваться. После этого заявления Фьючер сказал в интервью: «Когда я впервые воспользовался автотюном, я не использовал его, чтобы петь. Я не воспользовался им так, как это делал Ти-Пейн. Я использовал его для того, чтобы читать рэп, потому что он делает звучание моего голоса более грубым. Теперь каждый хочет читать рэп с автотюном. Фьючер — не каждый.»

## Личная жизнь
У Фьючера есть восемь детей от восьми разных женщин — сын Джакоби «Коби» (род. 30 июня 2002) от Джессики Смит; дочь Лондин (род. 19 марта 2019) от Индии Джей; сын Принс (род. 4 декабря 2012) от Бриттни Мили; сын Фьючер Захир (род. 19 мая 2014) от певицы Сиары; сын Кэш (род. 2014—2015) от неизвестной женщины; сын Хендрикс (род. 25 декабря 2018) от Джой Чавис; дочь Рейн (род. 19 апреля 2019) от Элизы Серафим; дочь Пэрис от неизвестной женщины.
Фьючер и певица Сиара обручились в октябре 2013 года, но в августе 2014 года Сиара расторгла помолвку.
В 2019 году Элиза Серафим из Флориды и Синди Паркер из Техаса подали иски об установлении отцовства, утверждая, что Уилберн отец их детей. Фьючер сначала отказался проходить ДНК-тест, и Серафим и Паркер объединились, чтобы доказать, что их дети являются родственниками. В декабре 2019 года они опубликовали результаты тестов ДНК, показывающих, что их дети с вероятностью 99,9 % являются братом и сестрой. Если подтвердится, что Фьючер отец обоих детей, то количество его детей увеличится до девяти. В марте 2020 года Синди Паркер отказалась от иска об установлении отцовства. Все признаки указывают на то, что они заключили мировое соглашение вне суда. В мае 2020 года ДНК-тест подтвердил, что Фьючер отец дочери Элизы Серафим. Суд обязал его ежемесячно выплачивать алименты на сумму 3200$.

## Дискография

### Студийные альбомы
- 2012 — Pluto
- 2014 — Honest
- 2015 — DS2
- 2016 — Evol
- 2017 — Future
- 2017 — Hndrxx
- 2019 — The WIZRD
- 2020 — High Off Life
- 2020 — Pluto x Baby Pluto (с Lil Uzi Vert)
- 2022 — I Never Liked You
- 2024 - ‘’We don’t trust you’’
- 2024 - WE STILL DON’T TRUST YOU

### Переизданные альбомы
- 2012 — Pluto 3D[англ.]

### Микстейпы
- 2010 — 1000
- 2011 — Dirty Sprite
- 2011 — True Story
- 2011 — Free Bricks (с Gucci Mane)
- 2011 — Streetz Calling
- 2012 — Astronaut Status[англ.]
- 2013 — F.B.G.: The Movie (с Freeband Gang[англ.])
- 2013 — Black Woodstock (с Freeband Gang[англ.])
- 2014 — Monster[англ.] (с Metro Boomin и DJ Esco)
- 2015 — Beast Mode[англ.] (с Zaytoven[англ.])
- 2015 — 56 Nights[англ.] (с DJ Esco и 808 Mafia[англ.])
- 2015 — What a Time to Be Alive[англ.] (с Drake)
- 2016 — Purple Reign[англ.] (с DJ Esco и Metro Boomin)
- 2016 — Project E.T. (Esco Terrestrial)[англ.] (с DJ Esco)
- 2017 — Super Slimey (с Young Thug)
- 2018 — Beast Mode 2 (с Zaytoven)
- 2018 — Wrld on Drugs (с Juice WRLD)
- 2024 — Mixtape Pluto

### Мини-альбомы
- 2016 — Freebricks 2: Zone 6 Edition (с Gucci Mane)
- 2019 — Save Me

## Награды и номинации

### BET Awards
BET Awards была образована в 2001 году сетью Black Entertainment Television для церемоний награждения афроамериканцев и других лиц в музыке, кинематографе, спорте и других областях развлечения за прошедший год.
| Год  | Категория                | Номинированная работа | Результат | Прим.  |
| ---- | ------------------------ | --------------------- | --------- | ------ |
| 2012 | Best New Artist          | —                     | Номинация | [ 45 ] |
| 2013 | Best Male Hip-Hop Artist | —                     | Номинация | [ 46 ] |
| 2014 | Best Male Hip-Hop Artist | —                     | Номинация | [ 47 ] |

### BET Hip Hop Awards
BET Hip Hop Awards — ежегодные церемонии награждения, транслирующиеся по BET, в которых демонстрируются исполнители хип-хопа, продюсеры и режиссёры видеоклипов.
| Год  | Категория                  | Номинированная работа                           | Результат | Прим.  |
| ---- | -------------------------- | ----------------------------------------------- | --------- | ------ |
| 2013 | Track of the Year          | «Bugatti» (c Ace Hood и Rick Ross)              | Номинация | [ 48 ] |
| 2013 | Best Collabo, Duo or Group | «Bugatti» (c Ace Hood и Rick Ross)              | Номинация | [ 48 ] |
| 2013 | Best Featured Verse        | «Bugatti» (c Ace Hood и Rick Ross)              | Номинация | [ 48 ] |
| 2014 | MVP of the Year            | —                                               | Номинация | [ 49 ] |
| 2014 | Album of the Year          | Honest                                          | Номинация | [ 49 ] |
| 2014 | Track of the Year          | «Move That Dope» (с Pharrell, Pusha T и Casino) | Номинация | [ 49 ] |
| 2014 | Best Collabo, Duo or Group | «Move That Dope» (с Pharrell, Pusha T и Casino) | Номинация | [ 49 ] |
| 2014 | Best Club Banger           | «Move That Dope» (с Pharrell, Pusha T и Casino) | Победа    | [ 49 ] |
| 2014 | Best Hip Hop Video         | «Move That Dope» (с Pharrell, Pusha T и Casino) | Номинация | [ 49 ] |
| 2014 | People’s Champ Award       | «Move That Dope» (с Pharrell, Pusha T и Casino) | Номинация | [ 49 ] |

### Much Music Video Awards
Much Music Video Awards — ежегодные церемонии награждения, представленные канадским телевизионным каналом Much в честь лучших видеоклипов года.
| Год  | Категория          | Номинированная работа     | Результат | Прим.  |
| ---- | ------------------ | ------------------------- | --------- | ------ |
| 2015 | Best Hip Hop Video | «DnF» (с P Reign и Drake) | Победа    | [ 50 ] |